# فرانک فنر
فرانک فنر (انگلیسی: Frank Fenner؛ ۲۱ دسامبر ۱۹۱۴ – ۲۲ نوامبر ۲۰۱۰) زیست‌شناس، استاد دانشگاه، و پزشک اهل استرالیا بود.
وی همچنین برندهٔ جوایزی همچون همکار انجمن سلطنتی، مدال کاپلی، جایزه ژاپن، و جایزه جهانی علمی آلبرت انیشتین شده‌است.